# Henryk Fryderyk Hoyer

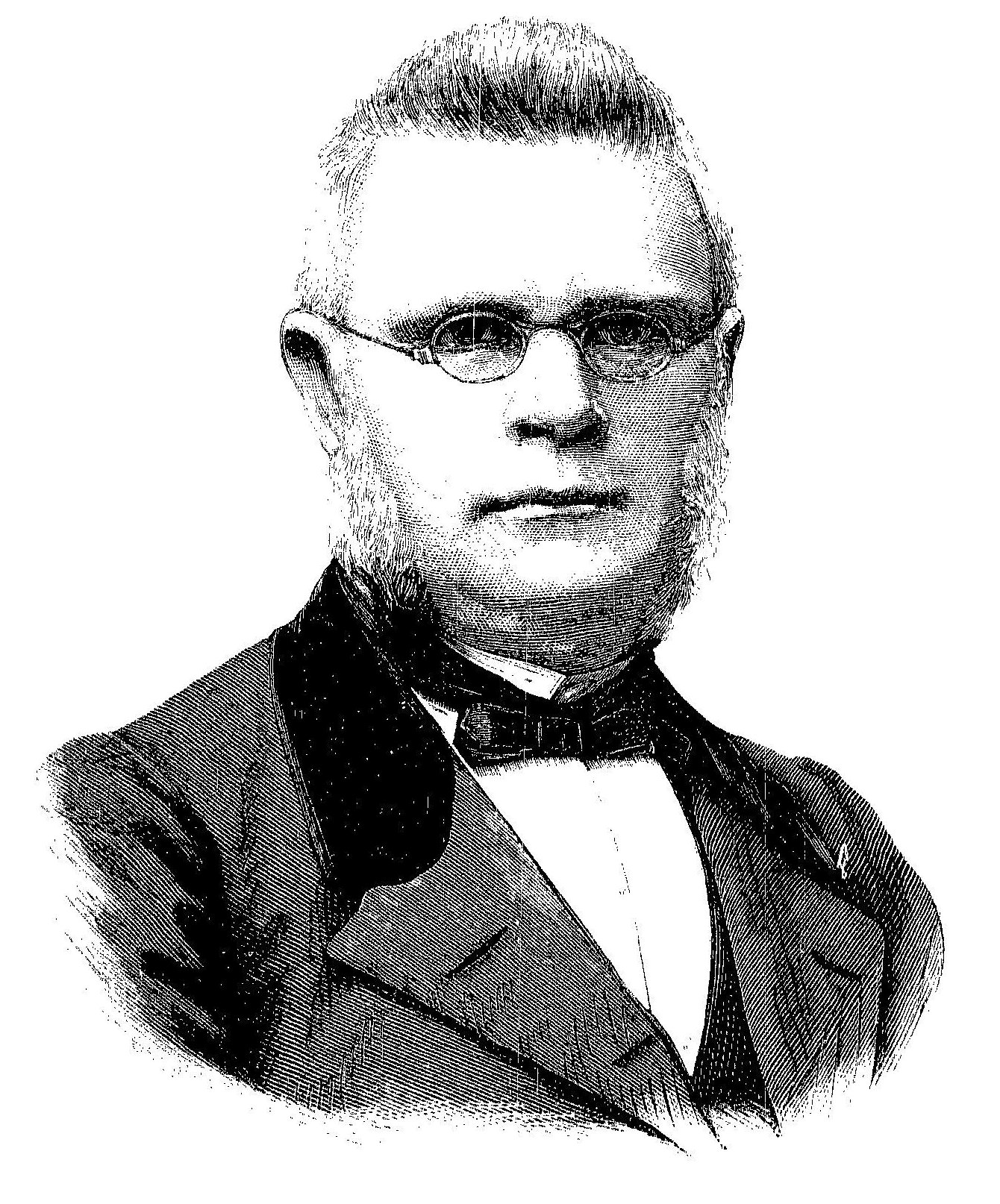
Henryk Fryderyk Hoyer

Henryk Fryderyk Hoyer (auch Heinrich Friedrich Hoyer, * 26. April 1834 in Inowraclaw; † 3. Juli 1907 in Warschau) war ein polnischer Mediziner. Er gilt als Vater der polnischen Histologie.

## Leben
Henryk Fryderyk Hoyer stammte aus einem polnisch-deutschen Elternhaus und war der Sohn des Apothekers Ferdynand Hoyer. Seine Mutter starb nach seiner Geburt.
Hoyer besuchte das Gymnasium in Bromberg, studierte an der Universität Breslau und der Friedrich-Wilhelms-Universität in Berlin Medizin und wurde 1857 in Berlin promoviert. 1858 legte er die medizinische Staatsprüfung ab und wurde an der Universität von Breslau Assistent von Karl Bogislaus Reichert. 1859 wurde er auf Empfehlung von Reichert, der einen Ruf nach Berlin angenommen hatte, Angehöriger der Medizinisch-Chirurgischen Akademie in Warschau, wo er zunächst als außerordentlicher Professor und 1862 als ordentlicher Professor für Embryologie und Histologie an der neugegründeten Warschauer Hauptschule wirkte.
Nach 1869 und der Umwandlung der Hauptschule in die Kaiserliche Universität Warschau musste er, da nunmehr umfassende russische Sprachkenntnisse und eine vorherige Graduierung durch eine russische Universität unumgänglich waren, erneut eine Doktorarbeit durchführen. 1871 wurde er an der St.-Wladimir-Universität in Kiew promoviert und nach seiner Rückkehr zum ordentlichen Professor für Embryologie, Histologie und vergleichende Anatomie berufen. Ab den 1880er Jahren verhinderte eine Augenerkrankung sein weiteres Arbeiten mit dem Mikroskop. Im Juni 1895 beendete er seine Tätigkeit an der Universität Warschau und wurde emeritiert.
Henryk Fryderyk Hoyer veröffentlichte mit seiner Histologia ciała ludzkiego 1862 das erste moderne Lehrbuch der Histologie in polnischer Sprache. Er eröffnete das erste histologische Labor in Polen und war der erste, der 1877 auf Grund durchgeführter histologischer Methoden den Nachweis arterio-venöser Anastomosen erbracht hat.
Der Terminus Hoyer-Grossersche Organe (Glomus cutaneum) für diese knäuelartigen arterio-venöse Anastomosen ist nach ihm und nach Otto Grosser, der 1902 wichtige Ergänzungen zu Hoyers Beobachtungen veröffentlichte, benannt.
Zu seinen Schülern gehören neben Zygmunt Laskowski auch Józef Nussbaum-Hilarowicz (1859–1917) und Eduard Strasburger.
Am 5. Dezember 1883 wurde er als Heinrich Friedrich Hoyer unter der Matrikel-Nr. 2424 zum Mitglied der Leopoldina gewählt.
Im Jahr 1900 wurde ihm die Ehrendoktorwürde der Jagiellonen-Universität in Krakau verliehen.
Er wurde mit dem russischen Sankt-Stanislaus-Orden und dem russischen Orden der Heiligen Anna (2. Klasse) ausgezeichnet.
Hoyer veröffentlichte insgesamt etwa 100 wissenschaftliche Schriften auf Polnisch, Russisch und Deutsch.
Er war mit seiner Frau Ludwika, geborene Werner, verheiratet. Der Anatom Henryk Ferdynand Hoyer (1864–1947) war der gemeinsame Sohn des Ehepaars.
Henryk Fryderyk Hoyer wurde in Warschau auf dem Evangelisch-Augsburgischen Friedhof begraben.

## Schriften (Auswahl)
- De tunicae mucosae narium structura. Berlin 1857 (Digitalisat)
- Histologia ciała ludzkiego. Cesarsko-Królewska Warszawska Medyko-Chirurgiczna Akademia, Warszawa 1862
- Ueber unmittelbare Einmündung kleinster Arterien im Gefässaste venösen Charakters. In: Archiv für mikroskopische Anatomie, 13, Bonn 1877, S. 603–644 (Digitalisat)